# کی برد (هواپیما)
کی برد (هواپیما) (به انگلیسی: Kee Bird) یک هواپیمای ساختِ بوئینگ است.
کی برد یک بوئینگ B-29 Superfortress نیروی هوایی ارتش آمریکا است، سریال ۴۵–۲۱۷۶۸، از نیروهای شناسایی ۴۶ بود، پس از فرود اضطراری در شمال غربی گرینلند در طی یک مأموریت مخفی جاسوسی جنگ سرد در ۲۱ فوریه ۱۹۴۷میلادی، فرود آمد. که کل خدمه پس از گذراندن سه روز در تاندرای قطب شمال با خیال راحت از آن منطقه خارج شدند، خود هواپیما در محل فرود رها شد. تا سال ۱۹۹۴میلادی در آنجا بود، که درنهایت یک مأموریت برای تعمیر و بازگرداندن آن انجام شد. در طی تلاش برای بازگرداندن این هواپیما، آتش‌سوزی رخ داد که منجر به تخریب و از بین رفتن بدنه هواپیما روی زمین شد.